# Ras-syndroom
Het ras-syndroom (waarin 'ras' staat voor redundant-acroniem-syndroom) betreft het gebruik van een van de woorden van een acroniem in combinatie met de afgekorte vorm. Hierdoor komt het woord effectief dubbel voor.

## Voorbeelden
- ADAS-systemen (ADAS = advanced driver assistance systems)
- Bsn-nummer (bsn = burgerservicenummer)
- Apk-keuring (apk = algemene periodieke keuring)
- Ras-syndroom (ras = redundant-acroniem-syndroom)
- Pdf-formaat (pdf = portable document format)
- ISBN nummer (ISBN = internationaal standaard boeknummer)
- WMS-systeem (WMS = warehouse management systeem)
- Hiv-virus (hiv = humaan immunodeficiëntievirus)
- RSIN-nummer (RSIN = Rechtspersonen Samenwerkingsverbanden Informatie Nummer)
- RDR–regeling (RDR = Reglèment Direct / Directe Regeling)
- GPS-systeem (GPS = Global positioning system)